# Maddalusa
Maddalusa, antico nome dell'area rivierasca a sinistra del fiume San Leone (Akragas-Hypsas), è una frazione di Agrigento di circa 105 abitanti.

## Storia
In alcuni antichi documenti cinquecenteschi redatti dall'ingegnere toscano Tiburzio Spannocchi, viene citata come Mendolosa, in quanto a ridosso delle dune sabbiose della costa dovevano abbondare diversi mandorleti; ma il toponimo viene indicato altrimenti come Montelusa, nome importante in archeologia in quanto la contrada ospita la più arcaica delle necropoli akragantine cioè quella collegata all'Emporio, reso famoso dalla penna di Andrea Camilleri in luogo di Agrigento.

## Monumenti e luoghi d'interesse
A Maddalusa sorge un antico palazzo settecentesco opera del grande vescovo Lorenzo Gioeni de Cardosca (1730-1754), del quale costituiva la residenza estiva, ed un'antica torre di guardia costruita nel Cinquecento dallo Spanocchi e nominata Torre di San Giuseppe o del Baglio della Luna, oggi inglobata in un baglio siciliano. A ridosso del promontorio si trova anche un’ampia e selvaggia spiaggia, sovrastata dalla macchia mediterranea e dune di sabbia.